# Alex Caceres
Alex Caceres, född 20 juni 1988 i Miami, är en amerikansk MMA-utövare som sedan 2011 tävlar i organisationen Ultimate Fighting Championship.